# António de Abreu
António de Abreu var en portugisisk upptäcktsresade och sjöofficer som deltog i Afonso de Albuquerques erövringar av Ormus 1507 och Malacka 1511. I november samma år ledde Abreu en expedition om tre fartyg för att leta efter de mytomspunna kryddöarna och blev den första européen som siktade Timor och Bandaöarna.

## Biografi
António de Abreu, född på Madeira omkring 1480, var son till João Fernandes de Andrade och Beatrix de Abreu. Andrade hade tjänat vid Kung Johans hov i Lissabon och fick en förläning på Madeira.
Abreu var en av Afonso Albuquerques sjökaptener på expeditioner i Indien och Indonesien. Han dog på Azorerna omkring år 1514.

## Expeditioner
Abreu fick en tjänst i amiral Albuquerques andra expedition till Indien. På vägen erövrades Ormus (1507) och Portugal fick därmed kontroll över den europeiska handeln med Indien.

### Erövring av Malacka
I början av 1500-talet var staden Malacka en storstad i östern. Handel mellan Kina och Japan till Indien och Europa passerade Malackasundet. År 1511 beordrades Alfonso de Albuquerque att utrusta en flotta och erövra Sultanatet Malacka. Han ledde en eskader med 14 skepp, 900 soldater och 200 hinduiska legosoldater och seglade österut i april. Den 25 juli attackerades sultanens huvudstad Malacka. Men trots att en viktig bro intogs och delar av staden sattes i brand höll sultanens trupper stånd.
Portugiserna hyrde kinesiska djonker som ankrat i hamnen. Antonio Abreu seglade i hemlighet uppför floden med en styrka och kunde därmed attackerade Sultanens styrkor från två håll. Staden kunde sedan intas den 10 augusti och sultanen flydde till provinsen Riau på Sumatra. Abreu skadades i ansiktet vid slaget om Malacka och förlorade både tunga och flera tänder. Tre månader senare var han redo för nästa uppdrag.

### Kryddöarna

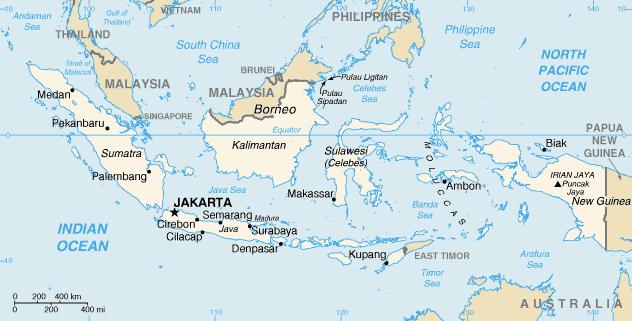
Abreus expedition färdades från Malackasundet till Ambon.

Albuquerque planerade en upptäcktsresa till kryddöarna och gav Abreu tre skepp att utrusta och segla österut. Själv förde han skeppet Santa Catarina och hans kompanjon Francisco Serrão blev fartygschef på Sabaia. På det tredje fartyget var Simão Afonso Bisagudo chef och medförde kartografen Francisco Rodrigues och en mästerlots från Java som kände havet omkring Sundaöarna.
Färden gick österut förbi Timor och norrut mot ön Ambon. I början av 1512 anlände expeditionen till de mytomspunna Bandaöarna och efter en månad hade de fyllt fartygen med muskot och kryddnejlikor.

## Hemresa och eftermäle

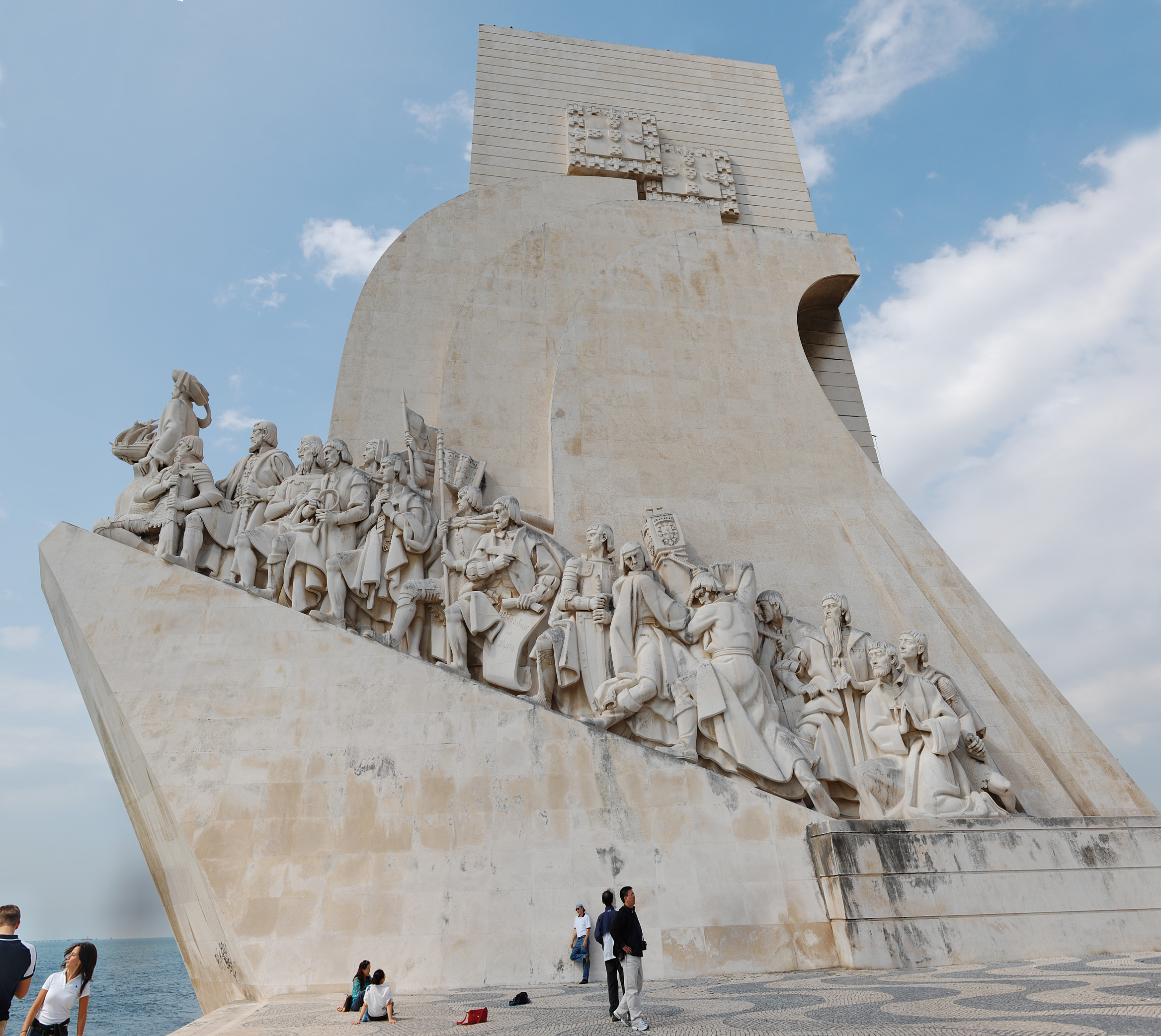
Sjöfararmonumentet

Abreu återvände till Malacka i december 1512 och efter nyår påbörjade han resan till Portugal. Han kom bara till Azorerna där han dog 34 år gammal.
Han har en plats på Henrik Sjöfararens monument i Lissabon (fjärde från höger).